# (53056) 1998 XY14
1998 أكس واي 14 (ويعرف أيضًا باسم (53056) 1998 أكس واي 14 وفق تسمية الكوكب الصغير) (بالإنجليزية: 1998 XY14)‏ هو كويكب ضمن حزام الكويكبات؛ وترتيبه 53056 من حيث الاكتشاف.
اكتُشف هذا الجُرم الفلكي بواسطة OCA–DLR Asteroid Survey ‏ في 15 ديسمبر 1998.

## وصلات خارجية
- (53056) 1998 XY14 في قاعدة بيانات مختبر الدفع النفاث لأجرام النظام الشمسي الصغيرة

- الاكتشاف · مخطط المدار ·  العناصر المدارية · المعلمات المادية

- (53056) 1998 XY14 على موقع ويكي سكاي: DSS2, SDSS, GALEX, IRAS, Hydrogen α, X-Ray, Astrophoto, Sky Map, Articles and images